# Tränegylet
Tränegylet är en sjö i Karlshamns kommun i Blekinge och ingår i Bräkneån-Mieåns kustområde. Sjön har en area på 0,0551 kvadratkilometer och ligger 84,4 meter över havet. Sjön avvattnas av vattendraget Siggarpsån (Valbäcken).

## Delavrinningsområde
Tränegylet ingår i det delavrinningsområde (624311-144412) som SMHI kallar för Utloppet av Älmtasjön. Medelhöjden är 88 meter över havet och ytan är 9,77 kvadratkilometer. Det finns inga avrinningsområden uppströms utan avrinningsområdet är högsta punkten. Avrinningsområdets utflöde Siggarpsån (Valbäcken) mynnar i havet. Avrinningsområdet består mestadels av skog (84 %). Avrinningsområdet har 0,8 kvadratkilometer vattenytor vilket ger det en sjöprocent på 8,2 %.